# RMU
RMU（アール エム ユー）は、競技麻雀のプロ団体である。2007年6月に設立。団体名称は、「Real Mahjong Unit」の略。

## 概要
「真の麻雀プロを作る」という理念のもと、トイツ理論で有名な土田浩翔を始め、阿部孝則、多井隆晴、河野高志、古久根英孝といったトッププロが集まって創設された。その後、2010年3月末に団体の中心メンバーだった土田・古久根が離脱したため、後述するように組織の運営方針に変化が生じている。

## プロ認定およびライト会員
他競技プロ団体が入会してすぐプロとなるのに対し（つまり入会テスト＝プロテストとなっている）、RMUではこれを採用していない。プロ志望者はまず「アスリートコース」の会員となり、アスリートコース所属者によるリーグ戦「令昭位戦B,C,Dリーグ」（B1-D1の階層制）等で選手ポイントを獲得する。このほかリーグ戦には、S級ライセンス保有者及びB1リーグ優勝経験のあるAライセンス保有者、クライマックスリーグ優勝経験のあるB級ライセンス保有者で構成される「令昭位戦Aリーグ」、女流アスリート会員で構成される「ティアラリーグ」、長崎県を中心に行われる、独自の「RMU長崎リーグ」がある。
プロとしての認定は、現在は「実績を示す選手ポイントが規定値に達し、一定の技量と理論およびマナーや作法が備わったと、RMUリーグ所属選手を中心とした審議会の過半数が判断すれば、プロライセンスが発行される」という形になっている。
また、仕事を持っている関係などで、「プロをめざす」まではいかないまでも、麻雀を強くなりたい、競技麻雀を楽しみたい人のために、ライトコース会員としての入会もできる（アスリート会員への変更・アスリート会員からの変更も可能）。ライトコースへの入会で、全RMU会員及び友好団体プロを対象とする「オープンリーグ」、団体主催の麻雀勉強会「ファクトリー」への参加が可能になる。なお、ライト会員はアマチュア扱いとなり、最強戦など各大会については一般予選からの出場になる。逆に、最高位戦日本プロ麻雀協会が主催するアマ最高位戦には出場できる。現在はライト会員の新規入会は停止されており、その代わりにVIP会員が新設されている。

## 日本麻雀機構との関係
団体設立当初は、当時土田が主宰していた日本麻雀機構との連携を重視し、ルールも「日本麻雀機構公式ルールを採用し、ルール改訂もRMU・日本麻雀機構が同時に行う」としていた。プロ認定も「ポイントが一定の値に達し、RMUリーグ所属選手の過半数が賛同した選手が『競技麻雀に造詣の深い有識者によって構成される第三者機関』であるライセンス認定審議会に推薦され、同審議会による審議の結果2/3以上の審議員の認定を得た場合にプロライセンスが発行される」としていたが、2010年の土田の離脱以後はプロ認定が簡略化されるなど運営方針が変化している。
また、当時は通常のプロ選手以外に女性麻雀タレント育成のための「タレントコース」が存在したが、これも2010年に廃止されている。

## 主催タイトル戦

### 令昭位戦
RMUにおいて最高峰に位置づけられるRMUアスリートコース所属（プロもしくはプロ志望）選手のみによるリーグ戦。A1・A2 / B1・B2 / C1・C2・C3 / D1・D2の9階層に分けられ昇降級がある。
2018年度までは最上位リーグを「RMUリーグ」、次位リーグを「R1リーグ」等と称していたが、2019年度から「令昭位戦」に名称が統一された。「令昭位」の呼称はRMU発起人が全員昭和生まれてあることに由来し「RMU発起人の想いを令和の時代に繋げていって欲しい」という意味合いが込められているという。

#### 令昭位戦A1・A2リーグ
現令昭位は河野高志
年1期の開催でA1リーグは最高位のリーグ戦。2019年度から第11期令昭位戦A1リーグの優勝者には令昭位の称号が贈られることになった。
令昭位戦A1リーグ出場資格は下記の通り。
- S級以上ライセンス
- A級ライセンスで、令昭位戦B1リーグで優勝
- B級以上ライセンスで、クライマックスリーグ優勝

( )内は優勝回数。
| 開催年度 | 期     | 優勝                  | 2位               | 3位               | 4位               | 出典           |
| -------- | ------ | --------------------- | ----------------- | ----------------- | ----------------- | -------------- |
| 2009年   | 第1期  | 多井隆晴 (1) +130.0   | 土田浩翔 +53.9    | 阿部孝則 ▲0.8     | 河野高志 ▲29.9    | [ 8 ]          |
| 2010年   | 第2期  | 阿部孝則 (1) +159.3   | 多井隆晴 +146.2   | 河野高志 +77.0    | 藤中慎一郎 ▲394.5 | [ 8 ]          |
| 2011年   | 第3期  | 多井隆晴 (2) +316.2   | 河野高志 +249.3   | 谷井茂文 ▲293.2   | 阿部孝則 ▲314.3   | [ 8 ]          |
| 2012年   | 第4期  | 谷井茂文 (1) +189.0   | 河野高志 +174.9   | 多井隆晴 ▲21.7    | 阿部孝則 ▲350.2   | [ 8 ]          |
| 2013年   | 第5期  | 河野高志 (1) +200.2   | 多井隆晴 +33.0    | 谷井茂文 ▲61.9    | 阿部孝則 ▲173.3   | [ 8 ]          |
| 2014年   | 第6期  | 多井隆晴 (3) +58.9    | 谷井茂文 ▲15.7    | 阿部孝則 ▲18.0    | 河野高志 ▲27.2    | [ 8 ]          |
| 2015年   | 第7期  | 阿部孝則 (2) +163.7   | 松ヶ瀬隆弥 +102.9 | 谷井茂文 +80.1    | 河野高志 ▲139.3   | [ 8 ]          |
| 2016年   | 第8期  | 多井隆晴 (4) +275.2   | 岡澤和洋 +159.2   | 河野高志 +95.5    | 松ヶ瀬隆弥 ▲89.0  | [ 8 ]          |
| 2017年   | 第9期  | 松ヶ瀬隆弥 (1) +220.0 | 多井隆晴 +58.3    | 岡澤和洋 ▲14.7    | 阿部孝則 ▲21.2    | [ 8 ]          |
| 2018年   | 第10期 | 谷井茂文 (2) +131.3   | 松ヶ瀬隆弥 +106.9 | 河野高志 +23.6    | 阿部孝則 ▲102.2   | [ 8 ]          |
| 開催年度 | 期     | 令昭位                | 2位               | 3位               | 4位               | 出典           |
| 2019年   | 第11期 | 多井隆晴 (5) +156.2   | 谷井茂文 +117.3   | 松ヶ瀬隆弥 ▲56.0  | 藤中慎一郎 ▲67.7  | [ 8 ] [ 注 1 ] |
| 2020年   | 第12期 | 河野高志 (2) +242.2   | 松ヶ瀬隆弥 +48.4  | 阿部孝則 +3.8     | 多井隆晴 ▲81.7    | [ 8 ] [ 注 1 ] |
| 2021年   | 第13期 | 河野高志 (3) +153.4   | 松ヶ瀬隆弥 +130.4 | 谷井茂文 ▲35.4    | 多井隆晴 ▲58.2    | [ 8 ] [ 注 1 ] |
| 2022年   | 第14期 | 楢原和人 (1) +138.8   | 松ヶ瀬隆弥 +99.3  | 阿部孝則 +68.5    | 白田みお ▲79.2    | [ 8 ] [ 注 1 ] |
| 2023年   | 第15期 | 谷井茂文 (3) +226.1   | 仲川翔 +72.9      | 河野高志 ▲3.7     | 白田みお ▲33.5    | [ 8 ] [ 注 1 ] |
| 2025年   | 第16期 | 河野高志 (4) +197.4   | 多井隆晴 +176.0   | 松ヶ瀬隆弥 +165.2 | 小川光 ▲49.4      | [ 8 ] [ 注 1 ] |

#### 令昭位戦B1 ～ D2リーグ
年2期開催され、B1のみ年1期開催されるリーグ戦で、B2以下は1期5節（半荘20回戦）が行われる。

#### クライマックスリーグ
各期のB1リーグ終了後、上位者2名とAリーグ在籍者で争われる短期リーグ戦。
参加者は8名になるように調整されるが、出場者は下記が基本となる。
前期 - 令昭位戦Aリーグ在籍者、前期B1上位者(2名)
後期 - 令昭位戦Aリーグ上位者(5名)、後期B1上位者(2名)、長崎RMUリーグチャンピオン(1名)

### 長崎リーグ
長崎支部所属アスリートによって行われるリーグ戦で、通年開催の長崎RMUリーグと前・後期制の長崎Rリーグの2種類がある。長崎RMUリーグチャンピオンは、クライマックスシリーズ（後期）への出場権を得る。

### 赤坂ぷろす杯
2018年創設。アスリート会員所属選手が出場可能で、予選3日間、本戦以降は2敗失格トーナメント方式。優勝者は、B級ライセンス取得・令昭位戦リーグを1クラス昇級（B1リーグ所属の場合はクライマックスリーグ出場権獲得）が与えられる。

### 女流令昭位(ティアラリーグ)
現女流令昭位は里中花奈
2015年に創設された女流アスリートによるリーグ戦で、2019年よりA・Bの2リーグ制（昇降級あり）になった。リーグ終了時のAリーグ上位4名がティアラクライマックスに出場できる。

### 新人王戦
現新人王は藤原ますみ
入会から5年目の選手が対象に行われるリーグ戦で、予選から本戦を大会形式。

### 飛翔位戦
現飛翔位は岩沢和利
2020年に創設されたタイトル戦で、本戦から準決勝まで半荘3回戦のトーナメント方式。

### 闘魂杯
現闘魂杯は伊藤高打
2020年創設。すべての対局でオンライン対戦麻雀ゲーム『雀魂』を使用してのタイトル戦。創設初年度は1次予選、2次予選を経て、本戦（Aリーグ在籍者が参戦）へ進み、準決勝（多井隆晴が参戦）、決勝と行う。本戦・準決勝はトーナメント方式。2022年から3次予選が追加され、本戦に前回決勝進出者3名出場が追加、ベスト8に現令昭位・前回闘魂杯優勝者出場が追加されるようになった。

### RMUクラウン
現RMUクラウンは河野高志(RMU)
プロ・他団体プロ・会員・一般アマを問わず参加可能なオープンタイトル戦。本戦にはRMUのライセンスプロをはじめ、他プロ団体の有力プロ、前年成績優秀者がシードされる。

### RMUオープンリーグ
コースを問わず会員なら参加可能のリーグ戦で、2014年以降は他団体プロも参加可能になった。
現RMUオープンリーグ優勝者は茶木康志

### RMUスプリントカップ
会員・非会員問わず参加可能。年数回の1dayカップ戦を行い、その際の順位に応じてトライアルポイントを獲得する。年間トライアルポイント上位が、スプリントファイナルに進出する。

## 主要タイトル歴代優勝者
( )内は優勝回数。
「過去の主な試合結果と観戦レポート」を参照。
| 年度 | クラウン | クラウン    | オープン                        | オープン                        | クライマックス                      | クライマックス                      | RMUリーグ | RMUリーグ   | Rリーグ                          | Rリーグ                          | 女流 令昭位決定戦 | 女流 令昭位決定戦 | RMUグランプリ | RMUグランプリ | 新人王戦 | 新人王戦   | 飛翔位戦 | 飛翔位戦   | 闘魂杯 | 闘魂杯       |
| 年度 | 期       | 優勝者      | 期                              | 優勝者                          | 期                                  | 優勝者                              | 期        | 優勝者      | 期                               | 優勝者                           | 期                | 優勝者            | 期            | 優勝者        | 期       | 優勝者     | 期       | 優勝者     | 期     | 優勝者       |
| ---- | -------- | ----------- | ------------------------------- | ------------------------------- | ----------------------------------- | ----------------------------------- | --------- | ----------- | -------------------------------- | -------------------------------- | ----------------- | ----------------- | ------------- | ------------- | -------- | ---------- | -------- | ---------- | ------ | ------------ |
| 2007 | 1        | 山谷克也    | 前期 阿部孝則 後期 平山友厚     | 前期 阿部孝則 後期 平山友厚     |                                     |                                     |           |             |                                  |                                  |                   |                   |               |               |          |            |          |            |        |              |
| 2008 | 2        | 渡辺卓也    | 前期 飯島健太郎 後期 藤中慎一郎 | 前期 飯島健太郎 後期 藤中慎一郎 |                                     |                                     |           |             |                                  |                                  |                   |                   |               |               |          |            |          |            |        |              |
| 2009 | 3        | 古久根英孝  | 3                               | 平山友厚(2)                     | 1                                   | 古久根英孝                          | 1         | 多井隆晴    | 前期 鈴木智憲 後期 谷井茂文      | 前期 鈴木智憲 後期 谷井茂文      |                   |                   |               |               |          |            |          |            |        |              |
| 2010 | 4        | 平山友厚    | 4                               | 江澤陽一                        | 2                                   | 河野高志                            | 2         | 阿部孝則    | 前期 壽乃田源人 後期 谷井茂文(2) | 前期 壽乃田源人 後期 谷井茂文(2) |                   |                   |               |               |          |            |          |            |        |              |
| 2011 | 5        | 多井隆晴    | 5                               | 多井隆晴                        | 3                                   | 松ヶ瀬隆弥                          | 3         | 多井隆晴(2) | 前期 仲川翔 後期 松ヶ瀬隆弥      | 前期 仲川翔 後期 松ヶ瀬隆弥      |                   |                   |               |               |          |            |          |            |        |              |
| 2012 | 6        | 川上貴史    | 6                               | 渡辺卓也                        | 4                                   | 壽乃田源人                          | 4         | 谷井茂文    | 前期 仲川翔(2) 後期 萩原亮       | 前期 仲川翔(2) 後期 萩原亮       |                   |                   |               |               |          |            |          |            |        |              |
| 2013 | 7        | 岡澤和洋    | 7                               | 多井隆晴(2)                     | 5                                   | 多井隆晴                            | 5         | 河野高志    | 前期 松ヶ瀬隆弥(2) 後期 宮本卓   | 前期 松ヶ瀬隆弥(2) 後期 宮本卓   |                   |                   |               |               |          |            |          |            |        |              |
| 2014 | 8        | 河野高志    | 8                               | 永峯龍二                        | 6                                   | 松ヶ瀬隆弥(2)                       | 6         | 多井隆晴(3) | 前期 中村浩三 後期 中村浩三(2)   | 前期 中村浩三 後期 中村浩三(2)   |                   |                   |               |               |          |            |          |            |        |              |
| 2015 | 9        | 河野高志(2) | 9                               | 吉田信之                        | 7                                   | 岡澤和洋                            | 7         | 阿部孝則(2) | 前期 渡辺太郎 後期 江澤陽一      | 前期 渡辺太郎 後期 江澤陽一      | 1                 | 白田みお          |               |               |          |            |          |            |        |              |
| 2016 | 10       | 伊澤興      | 10                              | 橘哲也                          | 前期 多井隆晴(2) 後期 松ヶ瀬隆弥(3) | 前期 多井隆晴(2) 後期 松ヶ瀬隆弥(3) | 8         | 多井隆晴(4) | 前期 渡辺太郎(2) 後期 高岡凛     | 前期 渡辺太郎(2) 後期 高岡凛     | 2                 | 南地祐圭          |               |               |          |            |          |            |        |              |
| 2017 | 11       | 齋藤豪      | 11                              | オワタ                          | 前期 多井隆晴(3) 後期 松ヶ瀬隆弥(4) | 前期 多井隆晴(3) 後期 松ヶ瀬隆弥(4) | 9         | 松ヶ瀬隆弥  | 前期 宮田信弥 後期 仲川翔(3)     | 前期 宮田信弥 後期 仲川翔(3)     | 3                 | 京杜なお          |               |               |          |            |          |            |        |              |
| 2018 | 12       | 朝倉ゆかり  | 12                              | 宮田信弥                        | 前期 岡澤和洋(2) 後期 成多嘉智      | 前期 岡澤和洋(2) 後期 成多嘉智      | 10        | 谷井茂文(2) | 前期 藤中慎一郎 後期 宮本卓(2)   | 前期 藤中慎一郎 後期 宮本卓(2)   | 4                 | 里中花奈          | 1             | 渡辺卓也      |          |            |          |            |        |              |
| 年度 | クラウン | クラウン    | オープン                        | オープン                        | 令昭位戦                            | 令昭位戦                            | 令昭位戦  | 令昭位戦    | 令昭位戦                         | 令昭位戦                         | 女流 令昭位決定戦 | 女流 令昭位決定戦 | RMUグランプリ | RMUグランプリ | 新人王戦 | 新人王戦   | 飛翔位戦 | 飛翔位戦   | 闘魂杯 | 闘魂杯       |
| 年度 | クラウン | クラウン    | オープン                        | オープン                        | クライマックス                      | クライマックス                      | A1リーグ  | A1リーグ    | B1リーグ                         | B1リーグ                         | 女流 令昭位決定戦 | 女流 令昭位決定戦 | RMUグランプリ | RMUグランプリ | 新人王戦 | 新人王戦   | 飛翔位戦 | 飛翔位戦   | 闘魂杯 | 闘魂杯       |
| 年度 | 期       | 優勝者      | 期                              | 優勝者                          | 期                                  | 優勝者                              | 期        | 優勝者      | 期                               | 優勝者                           | 期                | 優勝者            | 期            | 優勝者        | 期       | 優勝者     | 期       | 優勝者     | 期     | 優勝者       |
| 2019 | 13       | 浅井裕介    | 13                              | 小宮悠                          | 前期 阿部孝則 後期 谷井茂文         | 前期 阿部孝則 後期 谷井茂文         | 11        | 多井隆晴(5) | 前期 成多嘉智 後期 宮本卓(3)     | 前期 成多嘉智 後期 宮本卓(3)     | 5                 | 白田みお(2)       | 2             | 宮本卓        | 1        | 今井伸吾   |          |            |        |              |
| 2020 | -        | ※           | 14                              | 津田挙士                        | 前期 松ヶ瀬隆弥(5) 後期 阿部孝則(2) | 前期 松ヶ瀬隆弥(5) 後期 阿部孝則(2) | 12        | 河野高志(2) | 前期 白田みお 後期 成多嘉智(2)   | 前期 白田みお 後期 成多嘉智(2)   | 6                 | 新倉美紀          | 3             | 角葉子        | 2        | 代情岳晴   | 1        | 戸井田岳大 |        |              |
| 2021 | -        | ※           | 15                              | 島崎啓一                        | 前期 阿部孝則(3) 後期 小川光        | 前期 阿部孝則(3) 後期 小川光        | 13        | 河野高志(3) | 前期 白田みお(2) 後期 小川光     | 前期 白田みお(2) 後期 小川光     | 7                 | 汐宮あまね        | 4             | 仲川翔        | 3        | 牧野裕樹   | 2        | 阿部孝則   | 1      | 斎藤みつたか |
| 2022 | 14       | 浅井裕介(2) | 16                              | 茶木康志                        | 前期 筒井七夜 後期 仲川翔           | 前期 筒井七夜 後期 仲川翔           | 14        | 楢原和人    | 前期 湯澤栄鎮 後期 江澤陽一(2)   | 前期 湯澤栄鎮 後期 江澤陽一(2)   | 8                 | 千本松紘子        | 5             | 里中花奈      | 4        | 白木康士   | 3        | 多井隆晴   | 2      | 武則輝海     |
| 2023 | 15       | 下石戟      | 17                              |                                 | 前期 後期                           | 前期 後期                           | 15        |             | 前期 後期                        | 前期 後期                        | 9                 | 里中花奈(2)       | 6             | 松ヶ瀬隆弥    | 5        | 藤原ますみ | 4        | 岩沢和利   | 3      | 伊藤高打     |

| 年度 | スプリントカップ | スプリントカップ  | スプリントカップ    | スプリントカップ  | スプリントカップ | スプリントカップ  | スプリントカップ | スプリントカップ | スプリントカップ      | スプリントカップ    | スプリントカップ |
| 年度 | ファイナル       | カシオペア        | ケフェウス          | ベルセウス        | アンドロメダ     |                   |                  |                  |                       |                     |                  |
| ---- | ---------------- | ----------------- | ------------------- | ----------------- | ---------------- | ----------------- | ---------------- | ---------------- | --------------------- | ------------------- | ---------------- |
| 2007 | 谷井茂文         | 吉田信之          | 谷井茂文            | 多井隆晴          | 伊東直毅         |                   |                  |                  |                       |                     |                  |
| 年度 | ファイナル       | マーキュリー      | ヴィーナス          | マーズ            | ジュピター       | サターン          | ウラヌス         | アース           | ネプチューン          | サン                | ムーン           |
| 2008 | 吉田信之         | 中村浩三          | 山下健治            | 合田雄亮          | 江原翔           | 平山友厚          | 内田良太郎       |                  |                       |                     |                  |
| 2009 | 仲大底充         | 吉田信之          | 坂巻稔永            | 藤中慎一郎        | 水沼利晃         | 安達瑠理華        | 有田幸司         |                  |                       |                     |                  |
| 2010 | 谷井茂文         | 平山友厚          | 村田淑子            | 多井隆晴          | 宮田信弥         | 佐野大輔          | 小林景悟         | 寺本喜一         | 田島文夫              |                     |                  |
| 2011 | 寺本喜一         | 藤中慎一郎        | 柳井隆道 (最高位戦) | 武中真 (最高位戦) | 野村祐三         | 松ヶ瀬隆弥        | 寺本喜一         | 水沼利晃         | 三ヶ島幸助 (最高位戦) |                     |                  |
| 2012 | 筒井七夜         | 板倉浩一 (協会)   | 板倉浩一 (協会)     | 渋谷渚            | 横山海渡         | 阿部孝則          | 松ヶ瀬隆弥       | 臼井大樹         | 村本拓郎              |                     |                  |
| 2013 | 野村祐三         | 小葉松知行 (協会) | 天野貴元            | 筒井七夜          | 岡澤和洋         | 松ヶ瀬隆弥        | 仲川翔           | 石川貞夫         | 大野公久              |                     |                  |
| 2014 | 木村弟           | 佐久間弘行 (協会) | 安田和弘            | コバ (協会)       | 楢原和人         | 五輪和敏          | 秋山裕邦 (協会)  | 吉田信之         | 多井隆晴              |                     |                  |
| 2015 | 仲川翔           | 関根秀介          | 数田一              | 半田直樹          | 山本大介         | 江原翔            | 大野公久         | 上杉崇博         | 轟雄太                |                     |                  |
| 2016 | 嶋崎究           | 嵯峨寛彬          | 竹内志央理          | 増田有美          | 山本大介         | 嶋﨑究            | 安田和弘         | 多井隆晴         | 渋谷渚                |                     |                  |
| 2017 | 櫻井邦俊         | 中井昌            | あさやん            | 若林和明          | 中村亮太         | 櫻井邦俊          | 中村浩三         | 皆川侑亮         | 狩野哲郎              |                     |                  |
| 2018 | 吉田信之         | 市村泰蔵 (協会)   | 山田高広            | 大矢忠慶          | 上田将嗣         | 倉持聡            | 若林和明         | 月島ひかる       | 渡辺卓也              |                     |                  |
| 2019 | 楢原和人         | 向迫和貴          | 楢原和人            | 中西龍            | 渋谷渚           | 小池ハヤト (協会) | 宮田亮           | 月島ひかる       | 井上裕貴              | 筒井七夜            | ※                |
| 2020 | ※                | ※                 | ※                   | ※                 | ※                | ※                 | ※                | ※                | ※                     | ※                   | ※                |
| 2021 | 鈴木博彰         | 東川亮            | 藤中慎一郎          | 三橋ひさと        | 藤中慎一郎       | 中止              | 中止             | 松本聡           | 谷井茂文              | 野間田純 (最高位戦) | 宮川祐樹         |
| 2022 | 荒井節子         | 宮田信弥          | 戸井田岳大          | 渡辺卓也          | 亀山亜土         | 荒井節子          | 中居康大         | 茶木康志         | 三橋ひさと            | 荒川真衣            | ラッキースリー   |
| 2023 |                  |                   |                     |                   |                  |                   |                  |                  |                       |                     |                  |

※は新型コロナウイルス感染症拡大の影響ため中止。

## RMUアワード
全RMU会員が対象となり、全RMU公式戦（Mルールを除く）の成績を詳細に管理されている。
- RMUアワード最優秀選手 - 年間獲得ポイントが最多選手[24]。
- 最多勝 - RMU成績で1着数が最多選手。
- 最優秀順位率 - RMU成績で平均順位が優秀な選手。
- 最多得点 - RMU成績で総得失点が高い選手。

( )内は当時の階級を示す。
| 年度   | RMUアワード      | RMUアワード                | RMUアワード                  | RMUアワード                     | 出典   |
| 年度   | 最優秀選手       | 最多勝                     | 最優秀順位率                 | 最多得点                        | 出典   |
| ------ | ---------------- | -------------------------- | ---------------------------- | ------------------------------- | ------ |
| 2007年 |                  | 多井隆晴 (S級) 24勝        | 飯島健太郎 (B級) 2.10        | 江澤陽一 (B級) 405,400点        | [ 24 ] |
| 2008年 | 山下健治 (B級)   | 山下健治 (B級) 36勝        | 白石温郎 (アスリート) 2.21   | 多井隆晴 (S級) 330,300点        | [ 24 ] |
| 2009年 | 多井隆晴 (S級)   | 宮田信弥 (B級) 36勝        | 平山友厚 (会員) 2.15         | 谷井茂文 (A級) 536,700点        | [ 24 ] |
| 2010年 | 多井隆晴 (S級)   | 谷井茂文 (A級) 42勝        | 平山友厚 (会員) 2.15         | 谷井茂文 (A級) 639,300点        | [ 24 ] |
| 2011年 | 多井隆晴 (S級)   | 多井隆晴 (S級) 44勝        | 多井隆晴 (S級) 2.24          | 多井隆晴 (S級) 754,800点        | [ 24 ] |
| 2012年 | 多井隆晴 (S級)   | 多井隆晴 (S級) 39勝        | 萩原亮 (B級) 2.27            | 多井隆晴 (S級) 400,100点        | [ 24 ] |
| 2013年 | 多井隆晴 (S級)   | 野村祐三 (アスリート) 42勝 | 松ヶ瀬隆弥 (B級) 2.23        | 多井隆晴 (S級) 577,200点        | [ 24 ] |
| 2014年 | 多井隆晴 (SS級)  | 多井隆晴 (SS級) 34勝       | 安達瑠理華 (アスリート) 2.16 | 松ヶ瀬隆弥 (B級) 419,200点      | [ 24 ] |
| 2015年 | 多井隆晴 (SS級)  | 楢原和人 (B級) 37勝        | 中村浩三 (B級) 2.23          | 宮田信弥 (B級) 536,300点        | [ 24 ] |
| 2016年 | 多井隆晴 (SS級)  | 多井隆晴 (SS級) 40勝       | 多井隆晴 (SS級) 2.24         | 多井隆晴 (SS級) 846,700点       | [ 24 ] |
| 2017年 | 多井隆晴 (SS級)  | 楢原和人 (B級) 35勝        | 京杜なお (アスリート) 2.14   | 京杜なお (アスリート) 574,700点 | [ 24 ] |
| 2018年 | 松ヶ瀬隆弥 (A級) | 谷井茂文 (A級) 42勝        | 成多嘉智 (アスリート) 2.21   | 石川安牌 (アスリート) 610,300点 | [ 24 ] |
| 2019年 | 谷井茂文 (S級)   | 楢原和人 (A級) 49勝        | 藤井光 (アスリート) 2.21     | 楢原和人 (A級) 795,500点        | [ 24 ] |
| 2020年 | 松ヶ瀬隆弥 (S級) | 戸井田岳大 (B級) 40勝      | 津田挙士 (B級) 2.09          | 渡辺卓也 (A級) 647,900点        | [ 24 ] |
| 2021年 | 松ヶ瀬隆弥 (S級) | 戸井田岳大 (B級) 48勝      | 三原健人 (アスリート) 2.08   | 戸井田岳大 (B級) 852,300点      | [ 24 ] |
| 2022年 | 楢原和人 (S級)   | 茶木康志 (B級) 61勝        | 茶木康志 (B級) 2.21          | 茶木康志 (B級) 940,000点        | [ 24 ] |
| 2023年 |                  |                            |                              |                                 | [ 24 ] |

## 所属選手
B級以上はプロライセンス保有者で、女性選手を女流と表記。(2024年4月現在)

### SSS級
- 多井隆晴(A1)

### SS級
- 松ヶ瀬隆弥(A1)
- 谷井茂文(A1)
- 阿部孝則(A1)
- 楢原和人(A1)

### S級
- 河野高志(A1)
- 藤中慎一郎(A1)
- 仲川翔(A1)

### A級
男性
- 中村浩三(A2)
- 渡辺卓也(C2)
- 野村祐三(C2)
- 成多嘉智(A2)
- 宮本卓(B1)
- 宮田信弥(C1)
- 武則輝海(A2)
- 小川光(A1)
- 茶木康志(B1)
- 江澤陽一(A2)

女流
- 白田みお(A1/ティアラA)
- 里中花奈(A2/ティアラA)
- 京杜なお(C2/ティアラB)

### B級
男性
- 島崎啓一(B2)
- 中西龍(A2)
- きわむ[注 2](B1)
- 筒井七夜(A1)
- 戸井田岳大(B1)
- 山下達也(C1)
- 津田挙士(A2)
- 梁瀬健太郎(B1)
- 福田聡(C2)
- 太田雅洋(B2)
- 北島路久(A2)
- 佐藤アキラ(B1)
- 三橋ひさと(C1)
- 上田将嗣(C1)
- 山下健治(B2)
- 鈴木智憲(B1)
- 狩野哲郎(B1)
- 宮川祐樹(B1)
- 萩原亮(B1)
- 辻直樹(B1)
- 月島ひかる(B2)
- 岩沢和利(B1)
- 藤井光(A1)
- 渡辺太郎(A2)
- 石川安牌(C1)
- 加藤敦(D1)
- 虎島なおき(B2)
- 大仲勇樹(B1)
- 湯澤栄鎮(A2)
- 霊元竜法(B2)
- 秋山ともひさ(A2)
- 濱博彰(B1)
- 斉藤みつたか(B2)
- 渡邊力(B1)
- 中村亮太(B2)
- 米田泰崇(A2)
- 飯塚涼(A2)
- 伊藤高打(B2)
- 大古力也(B1)

女流
- 初音舞(ティアラA)
- 増田悠理(A2/ティアラB)
- 角葉子(B2/ティアラA)
- だてあずみ。(B2/ティアラB)
- 麻宮あかね(B1/ティアラA)
- 南地祐圭(ティアラ)
- 宇野良香(C1/ティアラA)

### アスリート
男性
B1
- 佐藤士元
- 宮原諒
- 江原翔
- 二瓶雄哉
- 吉岡義記
- 鈴木祐希
- 林宏樹
- 中村淳平

B2
- 黒松裕二
- 白戸隆
- 坊田一成
- 西川亮祐
- 鈴木直樹
- 香宗我部真
- 大坪誠
- 中野恵介
- 尾形明人
- 宿澤とものり[注 3]
- 川久達矢
- 柳ひろき
- 青木茂之

C1
- 松元豊
- 戸石寛
- 北本明
- 高橋光一
- 中島浩太
- 八尾侑樹
- 村松大地
- よしふじこうすけ
- 津島哲平
- 能代谷直樹
- 秋葉啓之
- 松岡秀樹
- 一日向
- 相沢洸洋
- 岡林知輝

C2
- 中川知則
- 大木剛
- 川原羊平
- 奥住将
- 丈一
- 小沼翔
- 田中賢人
- 板東恒平
- 羽藤裕也
- 江口聡
- 亜琉輝
- 吉田展貴
- 西田裕助
- 松本聡
- 水鳥そら
- 佐々木英人
- 吉田賢
- 七瀬明大
- 九条円歌
- 千葉哲也
- 相川翔
- 渡部誠道
- 米山純平

C3
- 白木康士
- 藤原ますみ
- 上杉剛
- やすだみきお
- 徳永英二
- 兵藤洋平
- 金澤崇雅
- 鈴木颯
- 新谷耕平
- 瀬賀譲二
- 日野敦斗
- 細谷拓真
- 藏園大樹
- 市原愼之
- 安井勇樹
- 岡田大和
- 佐野友哉
- 小坂翼
- 田邊悠一

D1
- 土方健太郎
- 牛田寿明
- 中居康大
- 山本祥典
- 五月女令和
- 菊池天
- 瑞樹秋
- 逸見裕一
- 本座幸裕
- 小寺勇輝
- 松岡康眞
- 松尾将太
- 瀬戸嗣憲
- 上条湘太
- 佐藤友朗
- 石井敬
- 塩澤蓮
- 石崎昇吾
- 府川琢磨
- 門脇孝宏
- 菅原拓也
- 伊藤敦
- 西村正貴
- 流川雄太

D2
- 石山実継
- 春名なお
- 松本ジョー
- 青木祐一
- 新倉智
- 田島翔
- 涼暮ルチル
- 川崎真也
- 深田大輔
- 吉岡龍一
- 夢見秋
- 伊藤匡平
- 田代恵士
- 折山貴裕
- 江田遼太郎
- 梶原将門

D3
- 浅沼祐司
- 小澤由弥
- 宗秀暁
- 竹内悠人
- 小野塚みる
- 本城優奏
- 山添耀平
- 池田和哉
- 平野義孝
- 古町圭市
- 川崎龍太朗
- 高木輝博
- 任仁
- 金本優士
- 渡辺智也
- 千明航介
- 瀧澤光信
- 小山徹平
- 松栄宏明
- 高橋大介
- 趙尊豪
- 真崎莞輔
- 渡辺文響
- 本沢裕太
- 赤雁将悟
- 太田智史
- 岡田拓巳
- 野田真先
- 赤雁将悟
- 飯田晏樹
- 杉谷真健
- 安部鴻亮
- 松葉慶太
- 青山勝

リーグ不参加
- 岡林知輝
- 村井貴政
- 澤田惟人
- 藤田三将
- 亀山涼太
- 高野一
- 喜納啓友
- 安部鴻亮
- 松葉慶太
- 青山勝

女流
- 北岡あおい(ティアラB)
- 野上陽子(D1/ティアラB)
- 竹内志央理(C3/ティアラB)
- 水崎海来(B2/ティアラB)
- 七瀬楓(C2/ティアラA)
- 吉成由貴(ティアラ)
- 山本ひかる(C2/ティアラA)
- 曽木なつこ(C3/ティアラA)
- 小林里紗(C3/ティアラA)
- 朝霧かな(ティアラB)
- 宮咲香(D2)
- 藤岡瑞希(C3/ティアラB)
- 荒川真衣(B2/ティアラB)
- 千歳りみ(C3/ティアラB)
- 新垣有紗(C3/ティアラA)
- 関向美奈(C2/ティアラB)
- 小條薫(C2/ティアラA)
- 長田美雪(C3/ティアラB)
- 橋本るり子(C3/ティアラA)
- 汐宮あまね(C3)
- 空川サラダ
- 望月涼香(C3)
- 岡田智子(D1/ティアラB)
- 小倉ゆさ(C3/ティアラA)
- 海保さよ(B2)
- 大槻眞衣子(C2/ティアラA)
- 春原夕香(B2)
- 金宮じゅん(C2/ティアラB)
- 彩世来夏(C1/ティアラB)
- 旭茅乃(D1)
- 松波佑芽(D1/ティアラB)
- 遠藤ゆうか(C2)
- 藤乃宮聖(D1)
- 松井ユイノ(D2)
- 蛇原らら
- 杉本史織(D1)
- 加斎那実(D2/ティアラB)
- 紗更(D3/ティアラB)
- 木染葉月(D1/ティアラB)
- 横田千遥(C2)
- 鹿海なべ子(D1)
- 金澤なぎさ(D2)
- 赤穂華子(D2/ティアラB)
- 高橋花
- 新橋コズ(D3/ティアラB)
- 安江おと(D3)
- 小林さな(D3)

## 過去に所属していたプロ
- 土田浩翔…現：最高位戦日本プロ麻雀協会
- 古久根英孝
- 鶴海ひかる…現：最高位戦日本プロ麻雀協会
- 高岡凛…現：最高位戦日本プロ麻雀協会
- 白石温郎…現：日本プロ麻雀協会
- 川端由紀…現：最高位戦日本プロ麻雀協会
- 平はちろー
- 佐藤かづみ
- 安達瑠理華…現：最高位戦日本プロ麻雀協会
- 神楽彩
- 一条祐介
- 小宮悠…現：最高位戦日本プロ麻雀協会
- 今井伸吾…現：最高位戦日本プロ麻雀協会
- 上岡純
- 岡澤和洋
- 伊井克史
- 福丸るり
- 代情岳晴
- 安藤銀一…現：日本プロ麻雀連盟
- 夏目智依
- 倉方湊杜
- 近野誠一郎
- 三浦ももこ…現：日本プロ麻雀協会
- 牧野裕樹
- 大塚亮介
- 盛満拓杜→改名後、現：日本プロ麻雀協会
- 赤羽すず助
- 仲間宏樹
- 石山由乃
- 山田田
- 伊藤太
- 内田幸雄…現：最高位戦日本プロ麻雀協会
- 宮水さくら
- 三原健人
- 村上泰行…現：日本プロ麻雀協会
- 千本松紘子…現：麻将連合
- 中村和幸
- 大森裕介